# Edward Atkinson Hornel

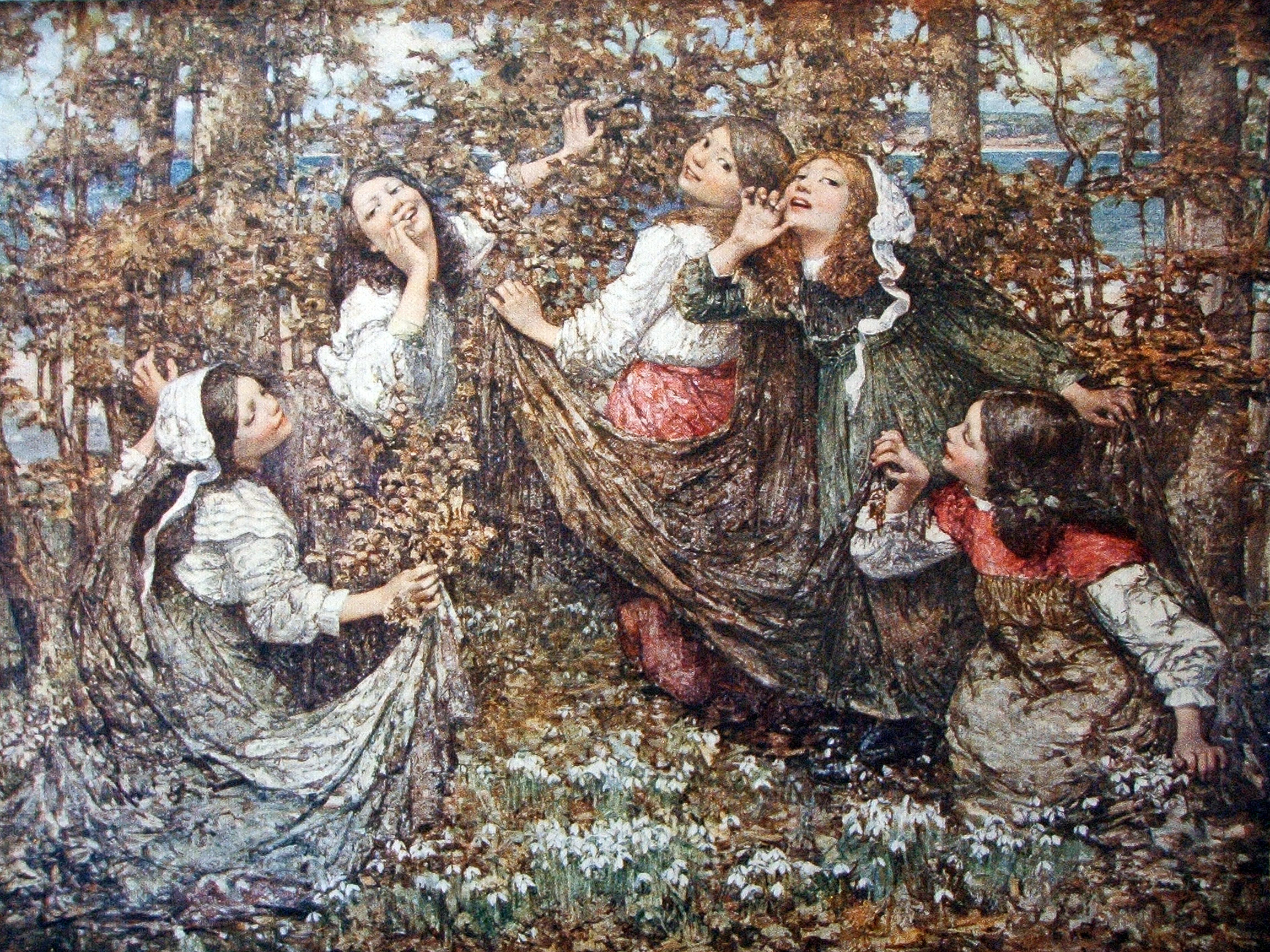
The Earth's Awakening

Edward Atkinson Hornel (1864-1933) est un peintre écossais. Ses peintures ont principalement pour objets des paysages, des fleurs et des feuillages, avec des enfants. Il est cousin de James Hornell.
Edward Atkinson Hornel est né en Australie de parents écossais, mais a grandi et vécu presque toute sa vie en Écosse, à Kirkcudbright. Il étudia à l'école des beaux-arts d'Édimbourg, puis à Anvers. Il est associé à l'école de Glasgow.
Il travailla avec le peintre George Henry.
Certaines de ses œuvres sont exposées dans les musées d'Aberdeen, de Buffalo, de Saint-Louis, de Toronto, de Montréal, de Glasgow, d'Édimbourg, de Leeds, de Manchester, de Hull, de Bath, et de Liverpool.